# Nuku Hiva
Nuku Hiva (néha hibásan írva: Nukuhiva) a  Marquises-szigetek legnagyobb szigete, a Csendes-óceánban, a Francia Polinéziában. A terület északi szigetcsoportjához tartozik.

## Történelem

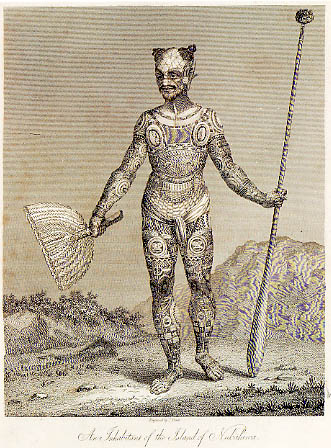
Egy őslakos harcos

1595-ben fedezte fel a szigetet Álvaro de Mendaña de Neira. 1774-ben James Cook partra szállt a déli részén. 1842 óta francia gyarmat.

## Földrajz
Mint a legtöbb Marquises-sziget, Nuku Hiva is bazaltból épült fel. A nyugati partvonalát meredek sziklák, alkalmanként mélyebb völgyek, szakadékok jellemzik. A keleti part inkább sekély. A sziget közepe egy fennsík. Legmagasabb pontja a Tekao. Területe 339 km².

## Gazdaság
A szigeten szarvasmarhát tenyésztenek, a kedvező legeltetési lehetőségek miatt.

### Turizmus
A Marquises-szigeteken Nuku Hiván található a legtöbb szálloda. A sziget bejárására terepjáró autó, illetve sétarepülő bérelhető.

## Lakosság
A sziget népsűrűsége 7,8 fő/km². Körülbelül 2000-en laknak itt, akik kopratermelésből és turizmusból élnek.